# The Green Room
The Green Room is de tweede aflevering van het eerste seizoen van het tienerdrama Beverly Hills, 90210, die voor het eerst werd uitgezonden op 11 oktober 1990.
In deze aflevering werd een nieuw personage geïntroduceerd: Dylan McKay, gespeeld door acteur Luke Perry. Aanvankelijk was het de bedoeling dat het personage slechts twee afleveringen zou meedoen, maar producent Aaron Spelling wist Fox te overtuigen om er een vaste hoofdrol van te maken.

## Verhaal
Een aantal vervelende jongens pesten Scott, en Brandon probeert de jongens hier tevergeefs op aan te spreken. Dan verschijnt Dylan ten tonele en hij maakt een einde aan het treiteren.
Dylan heeft rijke ouders en woont in een hotel, maar hij probeert dat te verbergen voor zijn surfvrienden. Hij doet daarom alsof hij in de hotelkamer inbreekt, om te voorkomen dat ze ontdekken dat hij van rijke afkomst is. Verder brengt hij zijn dagen surfend door met zijn vrienden, waaronder de alcoholistische Sarah (die bekend staat onder haar bijnaam Betty). De surfers zoeken naar de perfecte golf, de green room.
Brenda, de zus van Brandon, ontdekt tijdens het winkelen met haar vriendin Kelly dat ze eigenlijk niks kan kopen. Het wordt duidelijk dat haar ouders duidelijk veel minder geld hebben dan de ouders van haar vriendinnen.
De volgende dag hebben Brenda en haar vriendinnen Kelly en Donna afgesproken op het strand. De dames laten Brenda echter in de steek. Brandon wil zijn zus voorstellen aan Dylan, maar dan zien ze dat Sarah bewusteloos in het water ligt. Ze redden haar van de verdrinkingsdood en vernemen later in het ziekenhuis dat Sarah alcohol had gedronken.
Brandon werkt bij de schoolkrant The Blaze. Hier draagt Andrea hem op een artikel te schrijven over hoe het is om nieuw te zijn in Beverly Hills. Hij kiest er echter voor om zijn ervaringen met Sarah en Dylan te beschrijven in het artikel The green room. In zijn artikel geeft hij aan dat uiterlijkheden slechts schijn kunnen zijn en dat je verder moet kijken dan naar iemands buitenkant. De titel is een metafoor voor Beverly Hills.

## Rolverdeling
- Jason Priestley - Brandon Walsh
- Shannen Doherty - Brenda Walsh
- Jennie Garth - Kelly Taylor
- Ian Ziering - Steve Sanders
- Gabrielle Carteris - Andrea Zuckerman
- Luke Perry - Dylan McKay
- Brian Austin Green - David Silver
- Tori Spelling - Donna Martin
- Douglas Emerson - Scott Scanlon
- Carol Potter - Cindy Walsh
- Heather McAdam - Surfer Betty/Sarah
- Nancy Paul - Miss Rye